# Carine Eyenga
Pour les articles homonymes, voir Eyenga.
Carine Eyenga, née le 14 février 1983, est une athlète camerounaise.

## Carrière
Carine Eyenga est médaillée d'or du relais 4 × 400 mètres aux Jeux de la Francophonie 1997 à Antananarivo. Elle participe ensuite au relais 4 × 100 mètres féminin aux Jeux olympiques d'été de 2000 à Sydney ; le relais camerounais est éliminé en séries. Elle est également championne du Cameroun du 200 mètres en 2002.